# Доростольська оборона
Доросто́льська оборо́на 971 — серія битв війська великого князя київського Святослава Ігоревича проти візантійського війська, очолюваного імператором Іоанном І Цимісхієм.

## Початок облоги
Закріпившись у Болгарському царстві, Святослав 969 р. в союзі з болгарами розпочав воєнні дії проти Візантійської імперії. Візантійські війська з 23 квітня до 22 липня 971 р. провадили облогу м. Доростола (нині Силістра в Болгарії), де були основні військові сили київського князя.
Перша битва відбулася 23 квітня 971 року. Силу Святослава візантійський історик Лев Диякон оцінив в 60 тис. воїнів, Іоанн Скилиця дає перебільшену оцінку 330 тис.
Повість врем'яних літ так пише про відносну чисельність супротивників:
І послав до греків зі словами: «Хочу на ви іти
І взяти город ваш, як і цей».
І сказали греки: «Ми не дужі супроти вас стати, Так візьми із нас дань і на дружину свою. І скажіть нам, скільки вас, щоб сплатили ми на кожного».
Це ж говорили греки, щоб обдурити русь, Є ж бо греки мудрі й до сьогодні.
І рече їм Святослав: «Є нас двадцять тисяч», І прибавив десять тисяч, русів-бо було лиш десять тисяч.
І виставили греки сто тисяч проти Святослава, І не дали дані.
І пішов Святослав на греків, І вийшли вони проти русі.
І коли русь побачила греків І дуже злякалась безлічі воїв, І рече Святослав: «Уже нам діватися нікуди, І волею і неволею станемо супроти: Так не посоромимо землі Руської, а ляжемо тут кістьми, Бо мертвий сорому не має. Коли ж побіжимо, то сором нам. Тож не маємо втікати, а станем кріпко, Я ж попереду вас піду. А коли моя голова поляже, то про свої думайте самі».

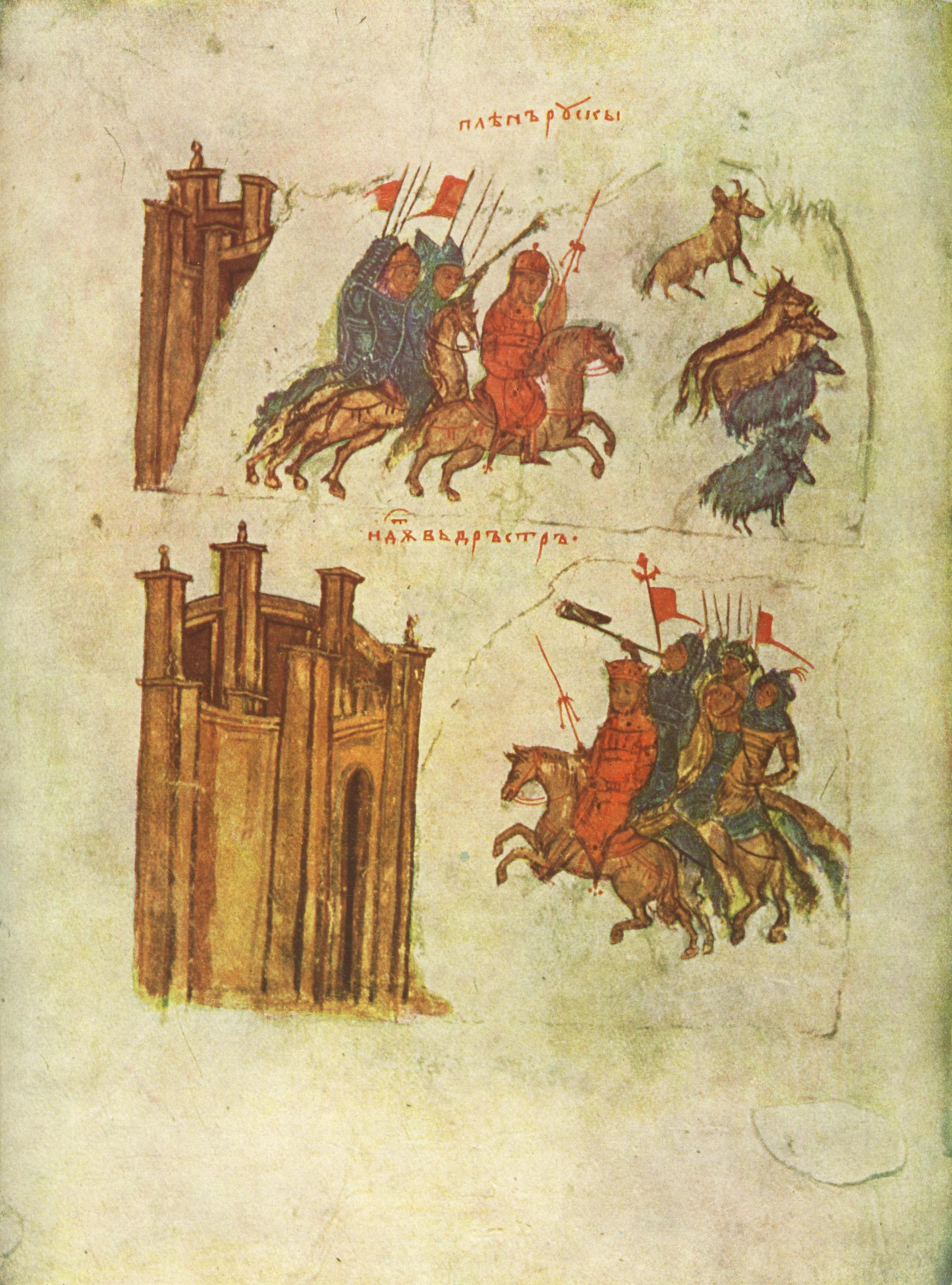
Мініатюра з Ватиканського манускрипту XIV століття (хроніка XII століття Константина Манассія). Зверху зображено завоювання Святославом Болгарії, знизу — похід Іоанна Цимісхія на Доростол.

Армії супротивників зійшлися на полі за 12 км від Доростола. Диспозицію військ описав Лев Диякон:

«Тавроскіфи щільно стулили щити і списи, надавши своїм рядам вигляду стіни, і чекали супротивника на полі битви. Імператор вишикував проти них ромеїв, розташувавши одягнених в панцирі вершників з боків, а стрільців і пращників позаду, і, наказавши їм безупинно стріляти, повів фалангу в бій.»

Бій тривав до вечора із змінним успіхом, але після заходу сонця руси відступили в Доростол. Наступного дня візантійці розбили укріплений табір біля стін Доростола, почавши облогу, що розтягнулася на майже 3 місяці. Доростол був сильною фортецею на правому березі Дунаю, яку візантійці не ризикували штурмувати, але зате піддавали постійному обстрілу з каменеметів.

## Криза облоги та воєнна рада русів
В ході облоги руси часто робили вилазки проти візантійців, прагнучи прорвати блокаду. Бої були тяжкими, і серед вбитих були визначні воєначальники з обох сторін. На боці візантійців загинув родич імператора магістр Іоанн Куркуас, що відзначився ще при розгромі флоту князя Ігоря в 941, а в останній битві облоги русам вдалося вбити Анемаса, сина еміра Кріта, який у попередній битві зміг убити одного з руських воєначальників, Ікмора (серед убитих знатних русів також згадується Сфенкел, якого іноді ототожнюють із Свенельдом, хоча за руськими відомостями, він надовго пережив Святослава).
У 20-х числах червня 2 тисячі русів зробили вдалий нічний рейд на човнах за продовольством, розграбувавши обоз візантійської армії. Скилиця відмітив, що «знімаючи зброю з убитих варварів, ромеї знаходили між ними мертвих жінок в чоловічому одязі, які билися разом з чоловіками проти ромеїв.»
Іоанн Цимісхій не був зацікавлений у тривалій облозі, бо за його відсутності в Константинополі сталася невдала спроба перевороту. Щоб прискорити справу, він, за словами Скилиці, запропонував Святославові вирішити долю війни поєдинком між ними:

«Той не прийняв виклику і додав знущальні слова, що він, мовляв, краще за ворога розуміє свою користь, а якщо імператор не бажає більш жити, то існують десятки тисяч інших шляхів до смерті; хай він і вибере, який захоче.»

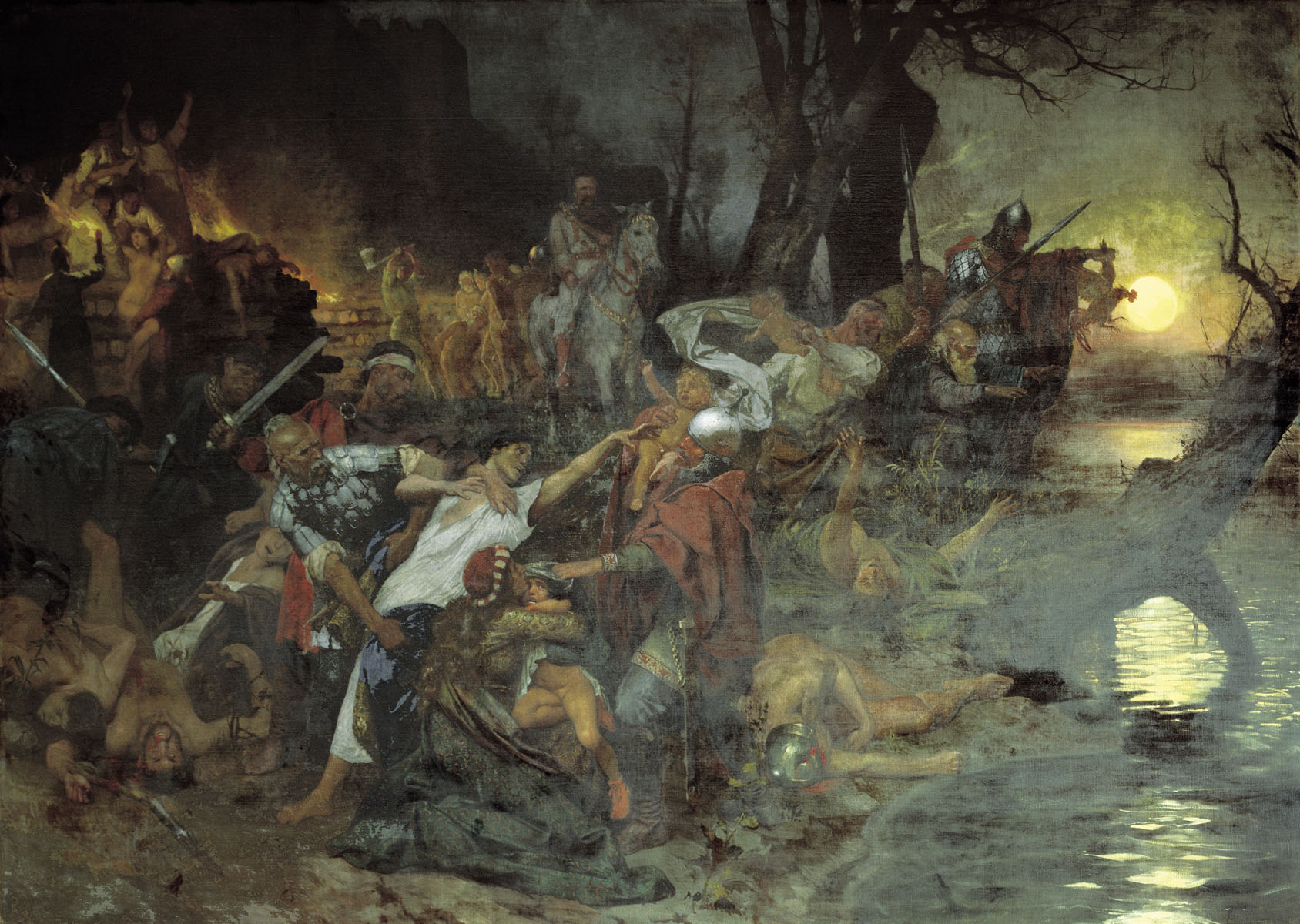
Генрик Семирадський. Воїни Святослава приносять полонених у жертву поганським богам під час облоги Доростола.

Одначе русам не вдалося прорвати блокаду, яка ставала все тяжчою. Не вистачало їжі, руси та їхні союзники-угри та печеніги, були змушені їсти м'ясо своїх коней. Після загибелі Ікмора руське військо було близьке до деморалізації, оскільки візантійська панцирна кіннота виявилася дуже сильним супротивником. На тризні по Ікморові руси повбивали багато полонених, у тому числі жінок та дітей, яких було принесено в жертву за поганським звичаєм. Дехто з воєначальників виступав за те, щоб вночі таємно відплисти із Доростола по Дунаю та повернутися на Русь. Одначе це означало б наражатися на можливу зустріч із візантійським флотом, озброєним «грецьким вогнем». Святослав на раді воєначальників переконав їх у тому, що треба зробити ще одне зусилля на полі бою.

Дуже схематичне зображення перебігу останньої битви під Доростолом

Початкове розташування військ перед битвою

Атака русів

Відступ ромеїв, введення в дію ромейського резерва

Маневр ромеїв на оточення руського війська

Розгром і переслідування руського війська

## Битва 20 липня 971 року
Вирішальна битва сталася 20 липня 971 р. Святослав перед битвою звернувся до воїнів, кажучи, що краще загинути, ніж попасти в полон (руські та візантійські літописці передають слова Святослава буквально в одних і тих самих словах). Візантійські джерела також кажуть, що Святослав наказав закрити брами Доростола, щоб ніхто й не думав про втечу з поля бою.
Руське військо вишикувалося звичною варязькою «стіною щитів» (візантійські джерела називають її «фалангою»). Якщо русів було принаймні 30 тисяч (а скоріше, їх було більше), то їхні лави перекрили повністю вигин Дунаю, у вершині якого стоїть Доростол (дивись схему бою). Таким чином, фланги русів були захищені від можливої атаки ромейської кінноти.
Перша атака русів була успішною, й вони нанесли багато втрат візантійцям. Атака візантійського резерва, який вів у бій сам імператор, допомогла стабілізувати ситуацію для візантійців, але руси продовжували наступати.
Тоді імператор Іоанн дав наказ війську повільно відступати від стін міста на рівнину, де візантійська кіннота могла б охобити фланги й тил русів. Руси (як колись римляни під Каннами) сприйняли заманювання їх супротивником за правдивий відступ, так що задум Цимісхія увінчався повним успіхом, і військо Святослава було оточене з усіх боків. Крім того, як і під Каннами римлянам, русам не пощастило в тому, що їм — за візантійською офіційною версією, завдяки допомозі св. великомученика Феодора Стратилата — сильний ураган метав пил прямо в обличчя. Це пояснило б невчасну реакцію русів на маневр візантійського війська по їхньому оточенню. Крім того, руси билися фронтом на південь, тобто сонце мало світити їм прямо в очі.
Частині руського війська вдалося прорватися в Доростол, але багато хто опинився у пастці між візантійською кіннотою та зачиненими брамами міста. Був поранений сам князь Святослав. Лев Диякон так представив результат битви: «кажуть, що в цій битві лягло п'ятнадцять тисяч п'ятсот скіфів, [на полі битви] підібрали двадцять тисяч щитів і дуже багато мечів. Серед ромеїв убитих було триста пятьдесят.» Візантійці також втратили багато пораненими.
Така різниця у втратах не є фантастичною (відомості про античні та середньовічні битви, де ми можемо бути певними щодо втрат сторін, часто дають картину подібного дисбалансу у втратах: Канни, Кіноскефали, Підна, Фарсал), і свідчить про те, що більшість русів загинула, коли тікала до стін Доростола.
Наступного дня Святослав відправив до імператора послів з пропозицією миру.

## Закінчення облоги
23 липня 971 р. Святослав змушений був підписати мирний договір. Умови угоди полягали в тому, що руси йдуть з Болгарії на батьківщину, а візантійці забезпечують їм свободу виходу та дають хліба на дальню дорогу. Крім того, відновлюються торгові стосунки з Візантією. Святослав пообіцяв також ніколи не воювати з Візантією, Болгарією чи візантійськими володіннями в Криму, і зобов'язався приходити на допомогу Візантії, якщо на неї нападе ворог, тобто фактично визнав васальну залежність Русі від Імперії. Текст угоди зберігся в «Повісті врем'яних літ»:

«Згідно з другим договором, укладеним при Святославі, великому князеві Руському, і при Свінгельді, написаним при Феофілі Сінкелі за Іоанна, званого Цимським, царя грецького, в Дерстрі, місяця липня, індикта 14, [в літо 6479].
Я, Святослав, князь руський, як і клявся, так і скріпляю договором цим клятву свою. І хочу мати мир і справжню любов з кожним із великих, царів грецьких, і з Василем, і з Костянтином, і з богоданними царями, і з усіма людьми вашими, як і вся мені підвладна Русь, бояри і інші,— до кінця віку. Я ніколи не буду посягати на землю вашу, ані збирать [проти неї] людей, ані іншого народу не приведу на землю вашу чи на інші землі, що під владою грецькою, ані на володіння Корсунські з усіма їхніми городами, ані на землю Болгарську. А якщо хтось інший посягне на землю вашу, то я буду його ворогом і битимуся з ним. Як і клявся я царям грецьким, а зі мною бояри і Русь вся, будемо дотримуватися справедливого договору. А коли порушимо сказане тут і раніше, я і всі, хто зі мною і піді мною, хай будемо прокляті Богом, в якого віруємо, Перуном і Волосом, богом скота, і хай будемо жовті, як золото, і нехай своїм оружжям посічені будемо, і нехай умремо. Майте за правду це, що обіцяю вам нині і записав на хартії цій і своїми печатками скріпив».

За візантійськими відомостями хліб (по 20 кг) отримали 22 тис. руських воїнів. Якщо прийняти відомості Лева Диякона про те, що на початку облоги руське військо мало 60 тисяч, то втрати Святослава таким чином досягли 38 тисяч чоловік вбитими, померлими від ран і голоду і втікачами.
Виконуючи умови договору, Святослав видав візантійських полонених, що ще залишилися живі у Доростолі, і вирушив на Русь.